# Gianni Cavina
Pour les articles homonymes, voir Cavina.
Gianni Cavina, né le 9 décembre 1940 à Bologne et mort dans la même ville le 26 mars 2022, est un acteur italien. 
Lauréat du Ruban d'argent du meilleur acteur dans un second rôle en 1997, il est l'un des acteurs fétiches du réalisateur Pupi Avati.

## Biographie
Gianni Cavina a commencé sa carrière au Teatro Stabile de Bologne puis a joué sous la direction de Franco Parenti (it) et Franco Enriquez (it) à Rome. C'est avec le réalisateur bolognais Pupi Avati qu'il perce au cinéma et à la télévision. Pupi Avati utilise régulièrement Gianni Cavina, personnage massif aux traits particuliers et à la diction à la fois agressive et ironique, dans ses films et ses travaux télévisés, où il incarne des personnages réservés et mélancoliques. Dans les années 1970, Gianni Cavina a participé à l'écriture de scénarios.
Dans les œuvres d'autres réalisateurs, il a rarement trouvé des potentiels similaires ; toutefois, Atsalút päder de Paolo Cavara constitue une exception. Cavina y interprète le personnage compliqué du père Lino da Parma. La série télévisée consacrée au commissaire Sarti, qu'il incarne, a également connu un certain succès.
Les apparitions de Cavina se font plus rares depuis le début du millénaire mais son attachement artistique à Pupi Avati s'est maintenu.
En 1997, il a reçu un Ruban d'argent du meilleur acteur dans un second rôle pour son rôle dans le Festival de Pupo Avati.
Gianni Cavina est décédé le 26 mars 2022 à Bologne à l'âge de 81 ans des suites d'une longue maladie.

## Filmographie partielle
- 1969 : Flashback de Raffaele Andreassi
- 1970 : Thomas e gli indemoniati de Pupi Avati : Adam
- 1970 : Balsamus, l'homme de Satan (Balsamus l'uomo di Satana) de Pupi Avati : Alliata
- 1974 : Il bacio de Mario Lanfranchi : Gelsomino
- 1975 : La Mazurka du baron (La mazurka del barone, della santa e del fico fiorone) de Pupi Avati : Petazzoni, le valet du baron
- 1976 : Bordella de Pupi Avati : Adonis Tonti
- 1976 : La Maison aux fenêtres qui rient (La casa dalle finestre che ridono) de Pupi Avati : Coppola
- 1977 : Tutti defunti... tranne i morti de Pupi Avati : Martini
- 1979 : Le Grand Embouteillage (L'ingorgo) de Luigi Comencini : Pompeo, le mari de Teresa
- 1979 : L'Étrange Visite (Le strelle nel fosso) de Pupi Avati : Marione
- 1981 : Il turno de Tonino Cervi : Renato
- 1984 : Une saison italienne (Noi tre) de Pupi Avati : le cousin
- 1986 : Regalo di Natale de Pupi Avati : Ugo Cavara
- 1996 : Festival de Pupi Avati : Renzo Polpo
- 1999 : La via degli angeli de Pupi Avati : le frère de Loris
- 2001 : Sole negli occhi d'Andrea Porporati (it) : le père de Marco
- 2004 : La rivincita di Natale de Pupi Avati : Ugo Cavara
- 2007 : Le Metteur en scène de mariages (Il regista di matrimoni) de Marco Bellocchio : Smamma
- 2009 : Gli amici del bar Margherita de Pupi Avati : Carlo
- 2010 : Una sconfinata giovinezza de Pupi Avati : Preda
- 2011 : Le Grand Cœur des femmes (Il cuore grande delle ragazze) de Pupi Avati : Sisto Osti
- 2019 : Il signor Diavolo de Pupi Avati : Gino

## Prix et distinctions notables
- Ruban d'argent du meilleur acteur dans un second rôle en 1997 pour Festival.